# 大日本帝国憲法第31条
大日本帝国憲法第31条（だいにほん/だいにっぽん ていこくけんぽう だい31じょう）は、大日本帝国憲法第2章にある。臣民の権利義務は、戦時・国家事変の場合に制限されることを規定した。これを非常大権という。ただし実際に発動されることはなかった。
日本国憲法では、国民の権利に対する制限は法律の留保とともに廃止され、公共の福祉による制限と濫用の禁止のみが明記された。

## 現代口語訳
本章に掲げた条規は、戦時又は国家事変の場合において、天皇大権の施行を妨げるものではない。

## 解説

### 概要
本条の非常大権は、一面においては国家事変に際して兵力をもって反抗者を征服しうべきことを認めるとともに、他面においては戦時又は事変に際して軍事上の必要のために兵力をもって法律によることなく人民を統治しうべきことを認めたものである。
非常大権について、大日本帝国憲法14条の戒厳大権と本条の非常大権を併せて広義の非常大権とし、本条の非常大権を狭義の非常大権と定義することもある。

### 沿革
本条の原案は、ロエスレル草案62条の「本章ノ規定ハ天皇ニ属スル特権ノ施行ヲ変更セズ」という規定である。その後、伊藤博文、井上毅、伊東巳代治、金子堅太郎が作成した夏島草案（8月草案）63条においては、「本章ニ掲クル前諸条ノ規定ハ天皇大権ノ施行ヲ変更スルコトナク又安寧秩序ヲ維持シ又ハ公然ノ必要ノ為適当ノ制限ヲ設ケ及戒厳ノ時ニ於テ一時停止処分ヲ行フコトアルヘシ」と修正された。井上毅は、「逐条意見」において、夏島草案63条がプロイセン憲法111条とロエスレル草案62条を合わせて制設したものであると説いた。そして、井上は、天皇が憲法の条規にしたがってその総攬するところの国権を施行するというときには、この憲法の規定のほかに特権が施行されることはないから、本条には重複の嫌いなしとせず、「天皇大権ノ施行ヲ変更スルコトナク」の部分を削除すべきであると説いたほか、本条が指す「前諸条」においては法律に定めた場合を除外して至当の制限を設けているから、各条に指示する制限のほかにさらに天皇の大権をもって一層の制限をなすかの疑いがあるので、これを削除すべきであると説いた。その上で、井上は、プロイセン憲法111条及びポルトガル憲法145条34項の規定をもとに、「戦時又ハ内乱ノ場合ニ於テ安寧ヲ維持スル為ニ必要ナルトキハ全国又ハ一地方ニ対シ前各条ニ掲ケタル国民権利ノ或ル部分ヲ一時停止スルコトヲ得」という修正案を提示した。その後、10月草案35条では、「本章ニ掲クル規定ハ天皇大権ノ施行ヲ妨ケルコトナシ」と修正され、別個の非常大権を規定したものではないことを明らかにした内容の条文案に修正された。その後、2月草案31条では、「本章ニ掲ケタル条規ハ戦時又ハ事変ノ場合ニ於テ天皇大権ノ施行ヲ妨クルコトナシ」と修正された。2月草案と相前後して作成された「憲法説明」においては、本条の非常処分が戒厳令の宣告と戒厳の一部を行うことに限定されていたが、その後、この箇所については削除されたとされる。枢密院での審議の際には、「戦時又ハ事変」が「国家ノ危難又ハ国民災害」に拡大され、さらに「戦時又ハ内乱」に限定され、最終的に枢密院議長であった伊藤博文の提案によって「戦時又ハ国家事変」に修正されるなど、最後まで文言が転変することとなった。このこと自体が、大日本帝国憲法31条の明確な位置づけについて、起草者自身が最後まで明確な認識を確立できていなかったことを示しているとされる。藤田嗣雄によれば、戒厳に関する大日本帝国憲法14条の規定と非常大権に関する大日本帝国憲法31条の規定とが重複した理由は、プロイセン憲法111条とドイツ帝国憲法（ビスマルク憲法）68条との関係が大日本帝国憲法の起草者に正当に理解されなかったからであるとされる。
本条に相当する規定をプロイセン憲法に求めるとすると、戒厳の宣告について規定したプロイセン憲法111条がほぼこれに相当する。ただし、戒厳の宣告については、大日本帝国憲法14条が規定していることから、本条の規定がプロイセン憲法111条が相当するとすれば、大日本帝国憲法14条と本条とは、全く重複した規定となってしまうため、この点が、本条の規定が甚だ不明瞭な所以であるとされる。
『憲法義解』は、本条が国家が当然に保有すべき非常権であるとしているが、このような非常の場合に処すべき大権として、大日本帝国憲法は、8条に緊急命令の権限を、14条に戒厳宣告の権限を、70条に緊急財政処分の権限を認めているため、本条の非常大権とこれらの大権とがいかなる関係にあるかという点については、憲法義解の説明によっても明らかではない。

### 要件
本条の規定が適用されるのは、「戦時又ハ国家事変ノ場合」のみである。
「戦時」については、学説において、次の見解が示されている。
- 国家が戦争状態にある場合を指す[23]。あるいは、一国が国際法上戦時状態に入った時を指す[24][注釈 4]。
- 法律規則中戦時ト称スルハ布告ヲ以テ定ムルノ件（明治15年太政官布告第37号）[注釈 5]の規定によって、外患又は内乱があるに際し、戦時たることを布告した場合を指す[27]。したがって、必ずしも国際公法のいわゆる「戦時」の場合と同一ではなく、宣戦布告があった場合に限って戦時と称する[28]。

「国家事変」とは、戦争に準ずべき内乱、すなわち、武力をもって国家の存立が争われる場合のみを指すのであって、天災地変や伝染病の蔓延や、同盟罷業（ストライキ）などのために公共の秩序が乱れた場合を包含するものではない。

### 効果
本条の非常大権が及ぶ範囲は、大日本帝国憲法第2章（臣民権利義務）の範囲に限られる。したがって、本条の非常大権が発動されたとしても、これによって、貴族院と衆議院から成る帝国議会の組織を一院制にしたり三院制にしたりなどということが可能となるわけではない。
本条の非常大権は、ただ、軍事行動の必要のためにのみ行われうるものであって、8条の緊急命令や70条の緊急財政処分とは性質を異にする。緊急命令や緊急財政処分は、戦争のためにも発せられうるが、戦争以外の必要のためにも行われるのに対して、本条の大権は、もっぱら、軍隊の戦闘力を発揮することの必要に基づいてのみ認められる。
本条の非常大権は、政務に関する天皇の大権に属するものではなく、陸海軍の大元帥としての天皇の大権に属するものである。すなわち、本条は、政府の権力を定めたものではなく、軍隊の権力を定めたものである。それは、行政権の専断をもって人民の自由を制限しうべきことを認めたものではなく、軍事行動の必要に基づき、軍隊の権力をもって、人民に命令し、強制しうべきことを認めている。そのため、政府の権力によって緊急命令を発し、緊急財政処分をするのは、たとえ、それが戦争の必要のためにするものであったとしても、本条の大権の発動とみるべきではない。
したがって、本条の規定は、戦争又は内乱に際して軍隊を動かす場合には、軍隊の活動のために必要な限度において、大元帥としての天皇の命令によって、又は天皇の委任に基づく軍司令官の命令によって、法律によることなく、人民の自由及び財産を侵害しうべきことを定めたものである。平時においては、軍隊の権力は、ただ軍隊の内部に行われるにとどまり、軍隊以外の一般の人民に及びうるものではないが、戦時又は国家事変に際しては、軍隊が軍事行動の必要の限度において、一般人民を支配する権力を得るのであって、本条は、軍隊統治の制を認めたものにほかならない。
軍隊の権力によって人民を支配しうる最も著しい場合は、戒厳が宣告された場合であるが、戒厳が宣告された場合のみを本条が規定しているとすると、本条が14条と重複して無意味の規定となってしまう。そのため、本条の規定の結果としては、戒厳が宣告された場合のほかに、なお、大本営の命令によっても、一般人民に対して軍事上必要な命令をなしえるものと解さなければならない。そのため、平時においては、法律又は勅令をもってのみ規定しうべき事項であっても、戦時又は事変の際に軍事行動の必要のためには、議会の議決を要せず、政府の権力によらず、統帥大権によって直接にこれを人民に命令することができる。
なお、兵力をもって敵地を占領した場合には、軍隊にその地域の統治を委任しうることは当然であって、この場合にも、本条による軍隊統治が行われる。占領地が領土に帰属するか否かは講和条約によって定まるといっても、領土となった後においてもなおその人民が完全に大日本帝国の統治権に帰服し、兵力をもってこれを警備する必要がなくなるまでは、一時軍事占領地の状態を継続して、軍隊の権力をもって統治するのを通常とする。その軍隊統治が行われる間は、もとより法律によることを要せず、兵力による専制政治が行われる。

## 国家総動員法との関係
昭和13年（1938年）に成立した国家総動員法は、立法権を政府に移譲した授権法である。
国家総動員法においては平時規定と戦時規定が設けられているところ、戦時規定の内容は、大権事項であるから非常大権によるべきであって、これを法律で規定することは非常大権を侵犯するのではないかという疑義が、帝国議会において示されていた。これに対して、政府は、臣民の権利・自由の制限は平時たると戦時たるとを問わず法律をもって規定すべき原則であるから、戦時における権利・自由の制限を国家総動員法で規定することは非常大権を侵犯するものではないし、非常大権の行使にあたって国家総動員法に拘束されることはないから、非常大権が侵犯されることはないとしていた。しかしながら、非常大権の行使が単に警察法的意味の治安の維持の目的に限られると解するならば、非常大権をもってしてもなしえない権利・自由の制限を国家総動員法によってすることが、かえって憲法違反の問題が生じることになるとされる。
また、国家総動員法の戦時規定は、勅令に対して広範囲な立法の委任をしている点や、法律によっても無制限に臣民の権利・自由を制限することはできないという点においても、憲法上の疑義がなお存していた。
この点について、黒田覚は、国家総動員法が規定する権利・自由の制限は、単に法律に基づくというだけではなく、戦時などの国家的危機の克服のためには権利・自由の制限がある程度通常の場合と異なってもやむを得ないという点に、その正当化根拠を見出さなければならないとする。黒田は、大日本帝国憲法の諸規定を「正常的状態」（Normalzustand）と「非常的状態」（Ausnahmezustand）とに区分し、「非常的状態」においては、大日本帝国憲法が規定する立法・行政・司法についての管轄の配分が公共の安全又は安寧秩序の維持・回復の目的のために種々の変容を受けるとする。そして、国家総動員法は、「正常的状態」に関する諸規定の上に築かれているものであり、「非常的状態」に関する非常大権とは何らの関連も持たないとする。大日本帝国憲法31条が戦時又は国家事変の場合に第2章の規定の適用を排除しているのは、国家危機の克服のためには臣民の権利・自由が犠牲にされることがありうることを表しているのであり、この憲法の精神によってのみ、戦時における臣民の権利・自由の法律による侵害と、広範囲の勅令への委任が正当化されうるとする。こうした理由から、黒田は、国家総動員法による権利・自由の制限がむしろ戦時において危機の克服のためにやむを得ないものとして承認されており、非常大権によってなされうることがより正常的な憲法の構造の内部において遂行されることとなるから、非常大権について、（「最後的手段」としつつも）限定的解釈をとらないことがかえって国家総動員法の合憲性を主張しうることとなるとする。
このような黒田の所説は、ナチスの全権委任法の制定が念頭に置かれていたと指摘されている。黒田にとって、大日本帝国憲法第2章（臣民権利義務）の規定と5条（帝国議会の協賛）の規定が戦時における障碍となるため、これらの規定を空洞化するために「非常的状態」を常態化させて、軍事政府の命令を勅令という形式に転換することで、憲法を実質的に転換することを黒田は意図していたとされる。
黒田の所説は、国家総動員法に基づく勅令によって法律事項を制定することだけではなく、国家総動員法に基づく勅令によって既存の法律を改廃することをも目的としたものであるが、委任命令（国家総動員法に基づく勅令）に法律に優先する効力を認めることは誤りであると批判されている。

## 非常大権研究委員会
昭和20年（1945年）3月、学術研究会議第14部（法律学・政治学部）に「非常大権研究委員会」が設置された。「非常大権研究委員会」の委員は、山田三良（委員長）、小野清一郎、尾高朝雄、大串兎代夫、清宮四郎、黒田覚、末弘厳太郎、関之、田中二郎、中野登美雄、宮沢俊義、森山鋭一、矢部貞治、蠟山政道であったとされる。「非常大権研究委員会」は、大串の主導で設置され、「学術研究会議第十四部に於ける非常大権研究委員会決議案」（大串が原案を作成し、矢部と田中が補訂。）を作成したとされる。
「決議案」は、非常大権施行のための命令として、「非常大権命令」という法形式を設けている。非常大権命令は、憲法のもとにおいて、法律・命令に優先する効力を有し、非常大権命令に反しない法令は、そのままその効力を有するとされる。
さらに、非常大権命令は、非常大権施行のための「輔翼機関」の構成を定めるものとされる。「輔翼機関」の構成は、次のとおりである。
- 最高国防会議
  - 内閣総理大臣、陸軍大臣、海軍大臣、参謀総長、軍令部総長、その他国務大臣から構成される。
    - 非常大権輔翼の中枢機関。天皇親臨のもと戦争遂行に関する最高方策を審議し天皇の裁決を仰ぐ。最高国防会議において裁決を経た事項については総理大臣、陸軍大臣、海軍大臣、参謀総長、軍令部総長が執行の責めを負う。
- 中央庁
  - 最高国防会議に設置。内閣総理大臣（長官）、各省大臣、参謀本部次長、軍令部次長、内閣書記官長、法制局長官、情報局総裁から構成される。
    - 最高国防会議において審議する事項の企画立案とともに非常大権施行の綜合的事務に当たる。内閣総理大臣は、非常大権の執行について、最高行政執行官として、各省長官及び地方行政執行官に対して指揮命令権を有する。
- 参議
  - 中央庁に設置。年齢・資格の別なく、創造的識見と企画力ある官吏、軍人及び学者、技能者、事業人その他民間人を簡抜して構成される。
    - 最高国防会議において審議する事項の企画・立案に参画する。
- 審議会
  - 最高国防会議に設置。枢密院議長、枢密顧問若干名、貴族院議長、衆議院議長、貴族院議員及び衆議院議員若干名から構成される。
    - 最高国防会議の諮問に応じて意見を具申する。
- 地方行政執行官
  - 非常大権の執行機関として、各地方行政協議会[56]の区域に地方行政執行官を置く。地方行政執行官は、地方行政協議会長をもって充てる。戦争の情勢に応じて地方行政執行官に軍司令官をもって充てることができる。
    - 地方行政執行官は、非常大権の執行について内閣総理大臣及び専管事項について各省長官の指揮・監督を受けて執行する。その他現行法令による行政官庁又は官衙の長を指揮して執行させる。地方行政執行官が行った命令又は処分によって生じた損失については、非常大権命令が定めるところによって補償する。地方行政執行官が行った命令又は処分に対する違反行為に関する罰則は、別に定める。
- 査察使
  - 主として、貴族院議員及び衆議院議員、民間練達の士から構成される。査察に関する事務を掌る一局を中央庁内に置く。
    - 非常大権の公正かつ円満な運用を期する。人事、行政、財政、生産、消費その他国民生活一般について査察し、適時適切な報告をし、大政の本旨の透徹に資する。

この「決議案」の重要な点は、「国務」と「統帥」を一元化する点にあったとされるが、他方で、「決議案」は、国務と統帥とを一元化したとしても、帝国議会に関する第3章の規定、国務大臣の輔弼責任に関する55条の規定、司法権に関する規定などは、非常大権の発動によってその効力が停止されることはないとしていた。
「決議案」は、政府に提出されたようであるが、法制局においては、国務と統帥とが一元化された場合に国務大臣が負う輔弼責任の限界が不明瞭である旨の疑問が示されていたとされる。また、「非常大権命令」が既存の法律を改廃できるとするならば、「命令ヲ以テ法律ヲ変更スルコトヲ得ス」と規定した9条ただし書の規定に抵触するのではないかという疑問もまた、法制局において示されていたとされる。

## 戦時緊急措置法との関係
帝国議会の召集不能という事態に対処するため、政府は、戒厳大権の発動、非常大権の発動、委任立法の制定という3つの選択肢を検討していたが、最終的に、委任立法、すなわち戦時緊急措置法の制定という選択肢を採用するに至った。戒厳大権の発動について、岡田忠彦厚生大臣は、戒厳令が憲法制定前の太政官布告であるがゆえに現在の状況に適用するためには法律の改正を要することと、全国戒厳の場合の国務大臣の輔弼のあり方について、問題にしていたとされる。なお、陸軍は、戒厳について消極的であり、むしろ、非常大権の発動に積極的であったとされるが、非常大権による統治の際の統帥の輔翼のあり方に自信が持てないでいたとされる。政府においても、迫水久常内閣書記官長が鈴木貫太郎内閣総理大臣に対して非常大権の発動を具申していたが、結局のところ、非常大権研究委員会の「決議案」に対して法制局が指摘していたような「国務」と「統帥」との関係及び非常大権命令と大日本帝国憲法9条との関係についての問題が解決されなかったため、非常大権の発動によるのではなく、戦時緊急措置法の制定という選択肢が採用されたとされる。
帝国議会の審議では、大日本政治会、護国同志会、貴族院公正会から非常大権の発動を求める意見が出されたが、最終的に、昭和20年（1945年）6月、戦時緊急措置法が成立した。
戦時緊急措置法に対しては、徳富蘇峰や大串兎代夫によって、非常大権の発動を求める主張がなされたが、結局、同法の制定から約2か月で敗戦を迎えることとなった。
戦時緊急措置法1条は、「大東亜戦争ニ際シ国家ノ危急ヲ克服スル為緊急ノ必要アルトキハ政府ハ他ノ法令ノ規定ニ拘ラズ左ノ各号ニ掲グル事項ニ関シ応機ノ措置ヲ講ズル為必要ナル命令ヲ発シ又ハ処分ヲ為スコトヲ得」と規定していた。この「他ノ法令ノ規定ニ拘ラズ」というのは、戦時緊急措置法1条に基づく勅令が帝国議会の関与なしに既存の法律を改廃する法的効果を持つことを指すとされる。そのため、戦時緊急措置法は、違憲の法律でありつつも、その実質は、大日本帝国憲法改正作用に匹敵する法的効力を内包していたと評されている。